# Jaroslav Goll

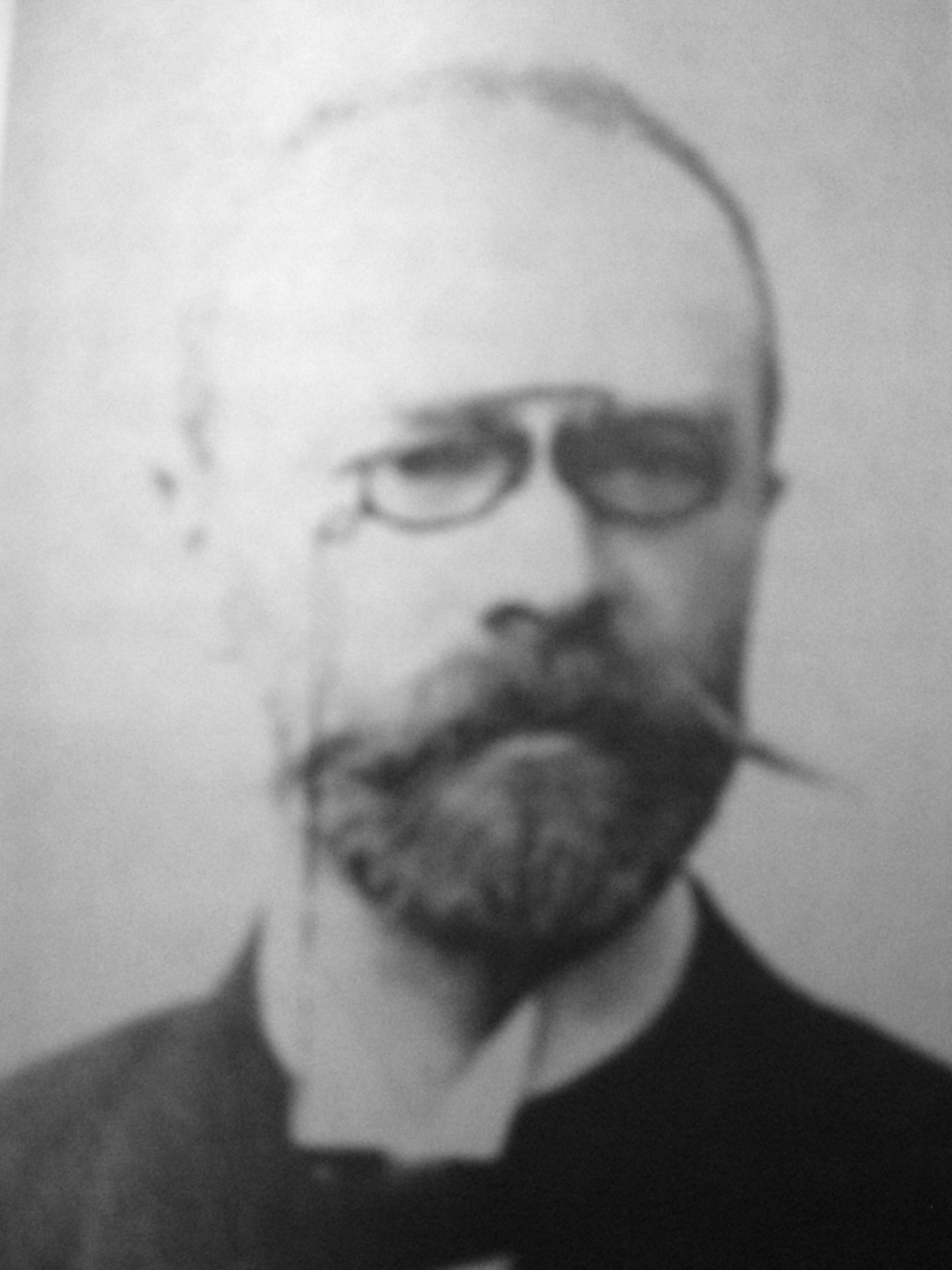
Jaroslav Goll

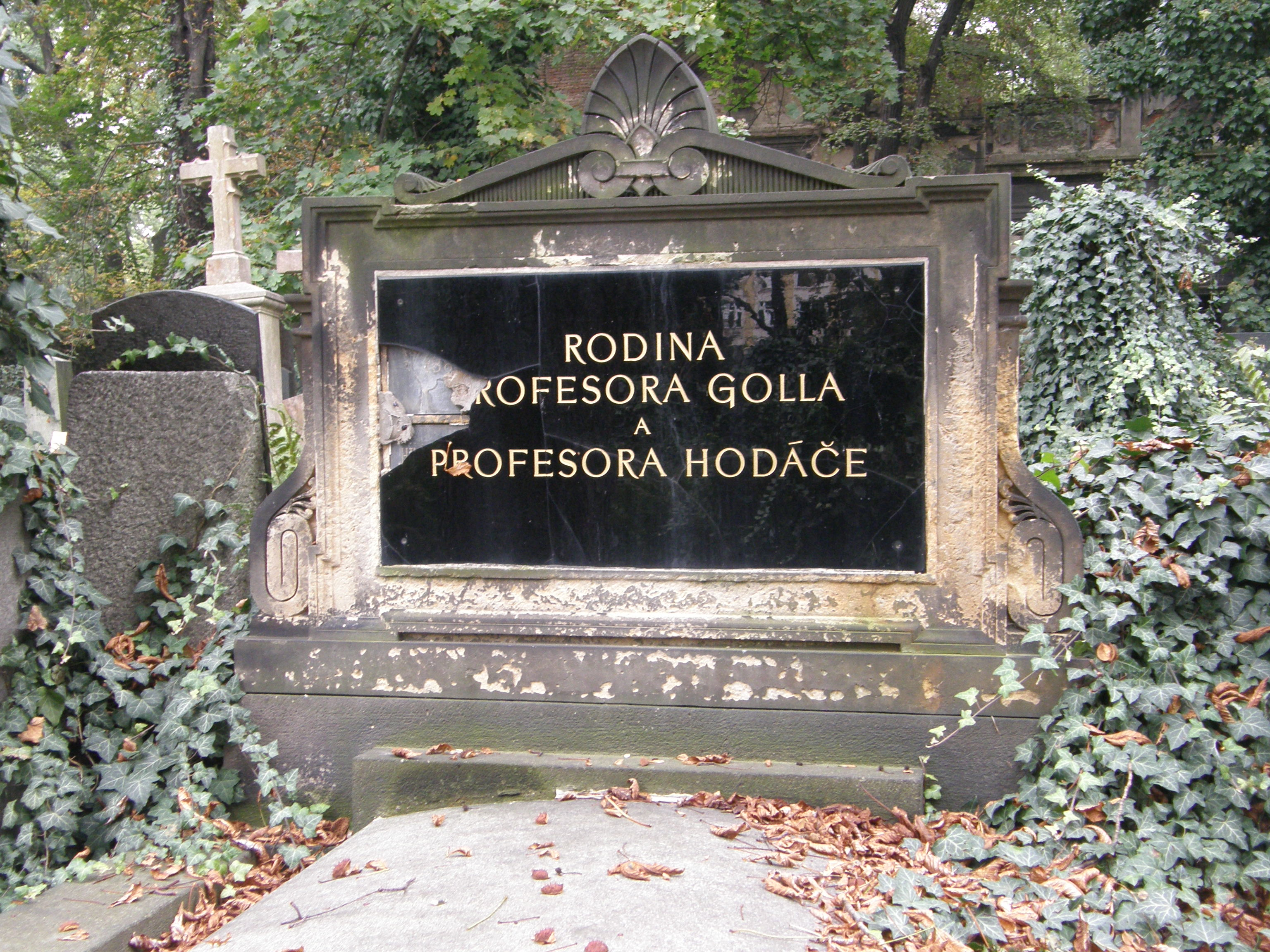
Golls Grab in Prag

Jaroslav Goll (* 11. Juli 1846 in Chlumec nad Cidlinou; † 8. Juli 1929 in Prag) war ein tschechischer Historiker.

## Leben
Sein Vater Adolf Goll war der Leibarzt bei Joseph Octavian Graf Kinsky auf Schloss Karlskron. Nach dem Abitur am Prager akademischen Gymnasium studierte Goll an der philosophischen Fakultät und legte dort neben seiner Doktorarbeit auch die Prüfung eines Gymnasiallehrers ab.
1871 unternahm er eine Studienreise nach Göttingen und ein Jahr später wurde er Sekretär des US-Botschafters in Berlin. Seinen Aufenthalt in Deutschland nutzte er zum weiteren Studium und der Sammlung historischen Materials. Nach seiner Rückkehr lehrte er von 1874 bis 1880 an der Handelsakademie in Prag.
1875 habilitierte er sich an der Prager Universität im Fach Allgemeine Geschichte. 1880 ernannte man Goll zum ordentlichen Professor. Nach der sprachlichen Aufteilung der Universität wechselte er an die tschechische Universität und lehrte dort Geschichte.
1907 berief man ihn zum Rektor der Universität. 1914 wurde er zum korrespondierenden Mitglied der Russischen Akademie der Wissenschaften in Sankt Petersburg gewählt. Während des Ersten Weltkriegs blieb er Anhänger der österreichischen Monarchie und zog sich nach der Gründung der Tschechoslowakei aus dem öffentlichen Leben zurück. Er starb vergessen und erst in der letzten Zeit wurde sein Wirken wieder gewürdigt.

## Bedeutung
Jaroslav Goll war bedeutender Historiker, einflussreicher Pädagoge, Politiker, Dichter und Übersetzer. Er wird für den Gründer der positivistischen historischen tschechischen Schule gehalten. Er widmete sich vor allem den tschechisch-polnischen Beziehungen. An der Hochschule rief er Seminare ins Leben, in denen nicht nur Vorlesungen gehalten wurden, sondern die Forscher auch die Analyse der Quellen als Grundmethode der Geschichtsforschung erlernten. Die sogenannte Goll-Schule, die von seinen Schülern unter anderem Zdeněk Nejedlý, Josef Pekař und Josef Šusta aufrechterhalten wurde, hielt sich bis in das 20. Jahrhundert.
Gemeinsam mit Jan Gebauer und Tomáš Garrigue Masaryk hatte er einen wichtigen Anteil an der Enthüllung der Fälschung der Königinhofer und Grünberger Handschrift.
Daneben galt ein Hauptaugenmerk seiner Untersuchungen den Böhmischen Brüdern, einer religiösen Gemeinschaft des 15./16. Jahrhunderts, die zum großen Teil in Böhmen verbreitet war.

## Publikationen (Auswahl)
1865 gründete er mit Antonín Rezek die Zeitschrift Tschechische historische Zeitschrift (Český časopis historický), die bis heute erscheint und schrieb für die Zeitschrift Lumír.
- Französische Heirath. Frankreich und England 1624 und 1625 (1875)
- Quellen und Untersuchungen zur Geschichte der böhmischen Brüder I., II.
- Chelčický a Jednota bratrská v 15. století
- Der Vertrag von Alt-Ranstaedt. Oesterreich und Schweden 1707. Ein Beitrag zur Geschichte der österreichischen Politik während des nordischen Krieges. Prag 1879 (= Abhandlungen der Kgl. Böhm. Gesellschaft der Wissenschaften. VI. Folge. Band 10).
- Čechy a Prusy ve středověku (1897)